# Disfarce

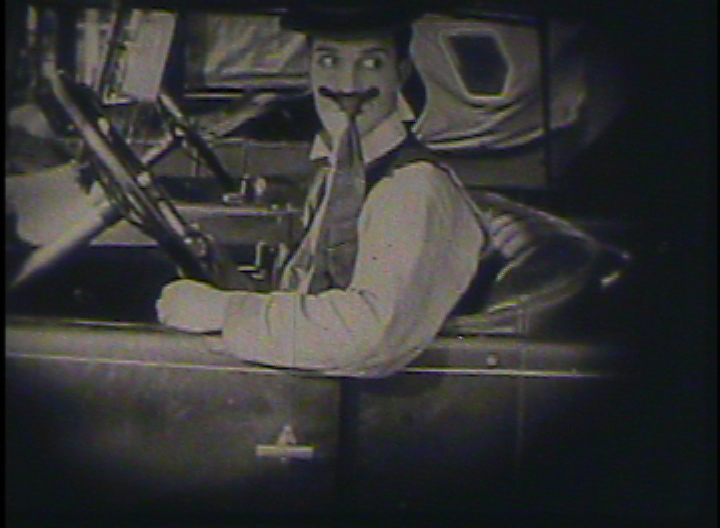
Buster Keaton usando sua gravata como disfarce

Disfarces são peças de vestuário ou qualquer método ou técnica que muda a aparência de algo ou alguém de modo a esconder a sua verdadeira identidade. A camuflagem é um tipo de disfarce usado por pessoas, animais e objetos. Chapéus, óculos, máscaras, perucas, maquilhagem e cirurgia plástica também são frequentemente utilizados.